# Seleção Francesa de Futebol
A Seleção Francesa de Futebol, administrada pela FFF (Fédération française de football), representa a França nas competições de futebol da UEFA e FIFA.
Fundada em 1904, a seleção já ganhou 2 Copas do Mundo, 2 Eurocopas, 1 Finalíssima, 2 Copa das Confederações e 1 Liga das Nações da UEFA.

## História

### Tornando-se potência no futebol

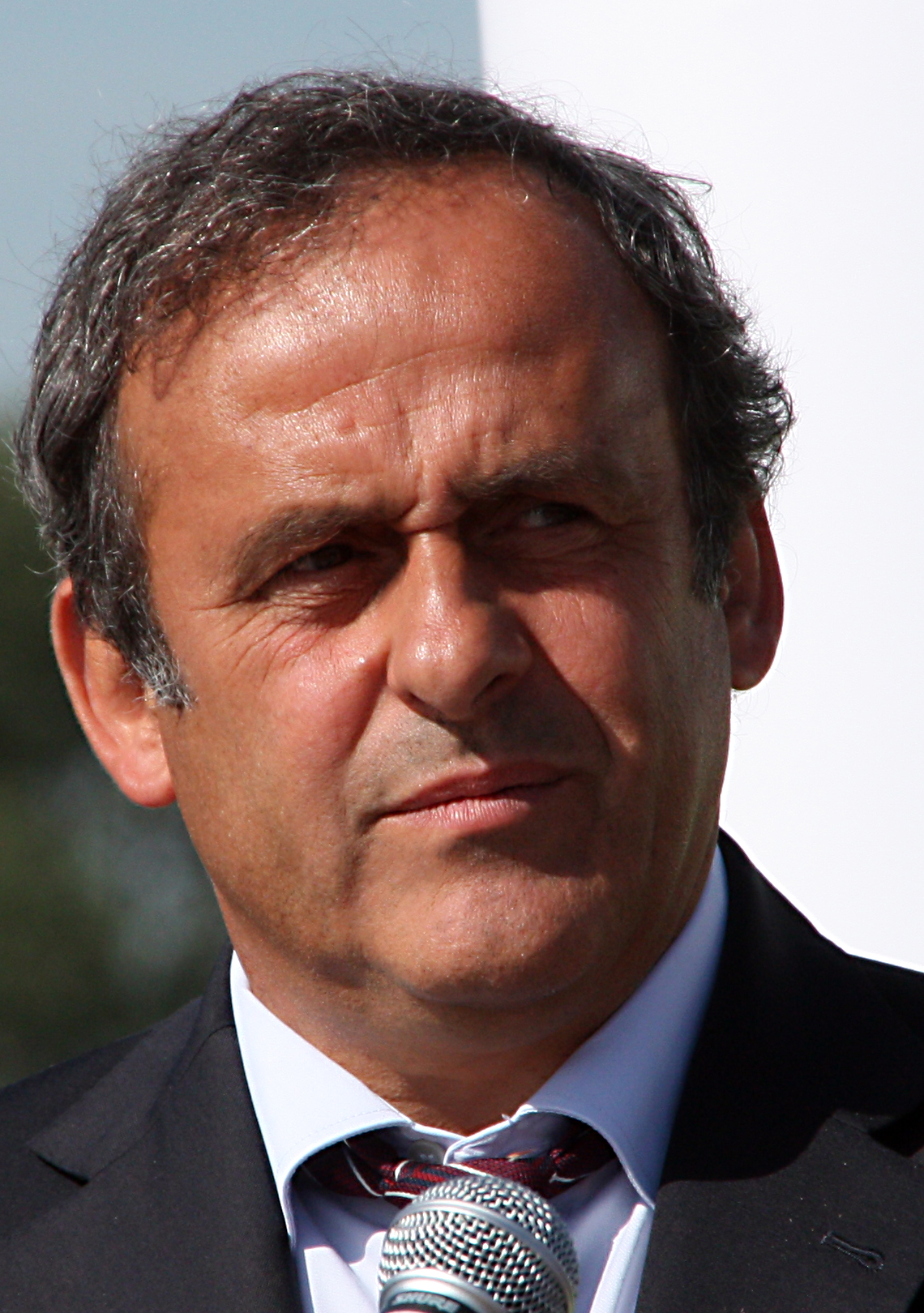
Michel Platini foi um dos maiores jogadores da história e o principal jogador francês durante os anos 1980 Foi presidente da UEFA de 2007 a 2015, tendo sido suspenso e demitido num processo de corrupção.

A seleção francesa se tornou uma potência no futebol mundial a partir da década de 1980, quando era comandada por Michel Platini, um dos melhores jogadores do mundo na época. Destacaram-se pelo vistoso futebol apresentado no título da Eurocopa de 1984, pelo 3° lugar na Copa do Mundo de 1986, além de um 4° lugar em 1982. Na década de 1980, os franceses foram campeões também nos Jogos Olímpicos de 1984, vencendo o Brasil na grande final por 2x0.
Argentina, França, Alemanha e Brasil são as únicas seleções do mundo a conquistar a quádruple corona, vencedora da Copa do Mundo, dos Jogos Olímpicos, da Copa das Confederações, e da Eurocopa ou Copa América.
Mas os melhores anos dos Bleus viriam na década seguinte, em 90, histórica geração de Zinédine Zidane, Thierry Henry e outros. Essa seleção jogou as semifinais do Euro 1996, e 2 anos depois conquistaram a Copa do Mundo de 1998, realizada em território francês. Em 2000, venceram ainda a Eurocopa.

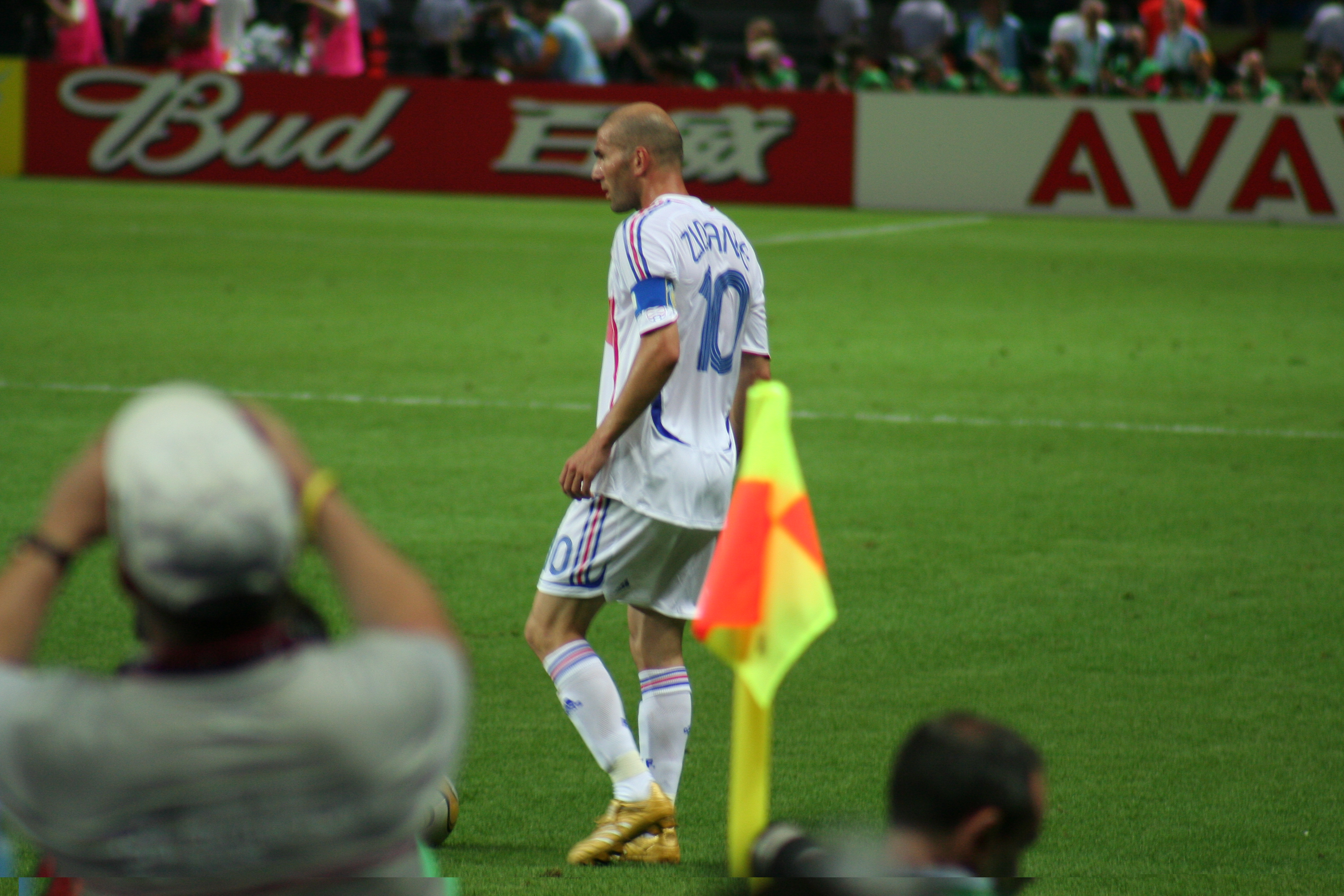
Zidane durante a Final da Copa do Mundo FIFA de 2006, onde os franceses foram derrotados pela Itália.

Nos Jogos da Francofonia, conquistou a medalha de ouro em 1994 e obteve a medalha de prata  em 2001. Ainda em 2001 os franceses conquistaram a Copa das Confederações.
Apontada como favorita para no Mundial seguinte, realizado na Coreia e no Japão, a performance do time na Copa do Mundo de 2002 foi decepcionante, não ganhando um único jogo, nem marcando um gol sequer. Apesar disso ainda chegaram ao Eurocopa 2004 como favoritos, mas foram batidos nas quartas de final para Grécia que se tornaria a campeã e dois anos depois foi segunda colocada na Copa do Mundo de 2006 perdendo nos pênaltis para a Itália. Também venceu o Campeonato Mundial de Futebol Sub-17 em 2001.

### Atualmente
Nas eliminatórias para a Copa do Mundo de 2010, realizada na África do Sul, após ter ficado no 2° lugar de seu grupo, perdendo a vaga direta para a Sérvia, a França apenas conseguiu o seu lugar na repescagem, diante da Irlanda, com um gol polêmico, em que o atacante Thierry Henry conduziu a bola com a mão antes de fazer o passe para o seu companheiro de equipe, Gallas, que completou a jogada marcando o gol da classificação.
Na Copa do Mundo, porém, marcou apenas um ponto nos três jogos que disputou e foi eliminada na fase de grupos. Durante o fracasso na Copa, muitos problemas internos chegaram ao conhecimento público, como as brigas entre o atacante Nicolas Anelka (que viria a ser cortado ainda na disputa do certame) e o treinador Raymond Domenech, e entre os meias Gourcuff e Matuidi, fatos que, provavelmente, afetaram o desempenho do time em campo.
Após a má campanha da seleção nacional na África do Sul, parlamentares franceses se reuniram em 30 de junho para discutir este fraco desempenho. Integrantes da comissão técnica, incluindo o treinador Raymond Domenech, foram ouvidos a portas fechadas. Políticos presentes no encontro afirmaram que o técnico responsabilizou a imprensa pela campanha. Já o presidente da FIFA, Joseph Blatter, disse que a França corre o risco de suspensão caso o governo do país decida intervir no futebol.
Em 2012 a França disputa a Eurocopa e vai as quartas de finais, quando foram batidos pelos futuros campeões, a Espanha por 2 a 0.

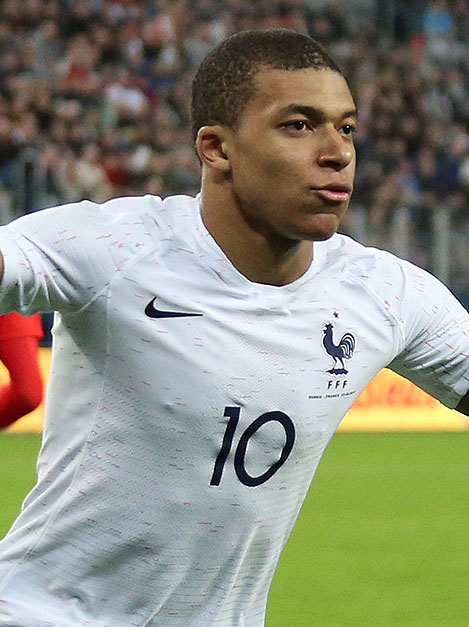
Kylian Mbappé tornou-se o jogador francês mais jovem a disputar uma partida em Copas do Mundo com 19 anos, o jogador francês mais novo a balançar as redes em Copas após o gol da vitória sobre o Peru, e durante a vitória por 4–3 sobre a Argentina na oitavas de final do torneio, ele marcou duas vezes e se tornou o terceiro jogador mais jovem a marcar duas vezes em uma Copa do Mundo (atrás de Pelé, 17 anos em 1958, e Michael Owen, 18 anos em 1998). Na mesma partida, mais um recorde em ser o jogador mais jovem a marcar dois gols em uma partida eliminatória de Copa ao lado de Pelé. Ainda se transformou no jogador mais jovem a marcar um gol em uma final de Copa do Mundo desde Pelé em 1958. e foi eleito o Melhor Jogador Jovem da Copa do Mundo.

Na Copa do Mundo FIFA 2014, que teve o Brasil como sede, a França não pode contar com seu principal jogador, Frank Ribery, cortado semanas antes do mundial, por uma lesão, mas mesmo assim a França  consegue mostrar um bom futebol, com Karim Benzema e Olivier Giroud no ataque, Mathieu Valbuena, Paul Pogba, Blaise Matuidi e Cabaye no meio, Patrice Evra, Sagna, Raphaël Varane e Mamadou Sakho na defesa, e Hugo Lloris no gol. Na estreia a França vence a fraca seleção de Honduras por 3 a 0. Na segunda rodada, a França supera a retranca da Suíça e vence por 5 a 2 na Arena Fonte Nova. Classificada para as oitavas de final, a França empata com o Equador por 0 a 0 na última rodada. Nas oitavas, os franceses bateram a Nigéria por 2 a 0. A boa campanha francesa teve fim nas quartas de final, com a derrota de 1 a 0 para a Alemanha, que seria a campeã do torneio.
Em 2016 a França foi a sede da Eurocopa. Com um time promissor os franceses começaram sua preparação para a competição já em 26 de junho de 2015, enfrentando o Brasil em casa, numa derrota decepcionante por 3 a 1. Três dias depois fez outro amistoso, e venceu por 2 a 0 a Dinamarca. No dia 07/06 volta a falhar e perde um amistoso para a Bélgica por 4 a 3. A partir de setembro a França começou a fazer outra série de amistosos, e os bons resultados começaram a aparecer. Vitória sobre Portugal por 1 a 0 no dia 04/09, goleada sobre a Armênia em 08/10 por 4 a 0 e vitória sobre os atuais campeões mundiais por 2 a 0 em 13/11. Em 2016 vence a Holanda por 3 a 2, a Rússia por 4 a 2, Camarões também por 3 a 2 e por último a Escócia por 3 a 0.
Na Eurocopa, liderada por Antoine Griezmann, melhor jogador do torneio e artilheiro da competição, a França chega até a final como grande favorita ao título depois de superar a Alemanha na semifinal. Porém os donos da casa acabaram por amargar o vice-campeonato diante de Portugal que venceu por 1x0 com gol marcado durante a prorrogação.
Copa do Mundo da FIFA 2018

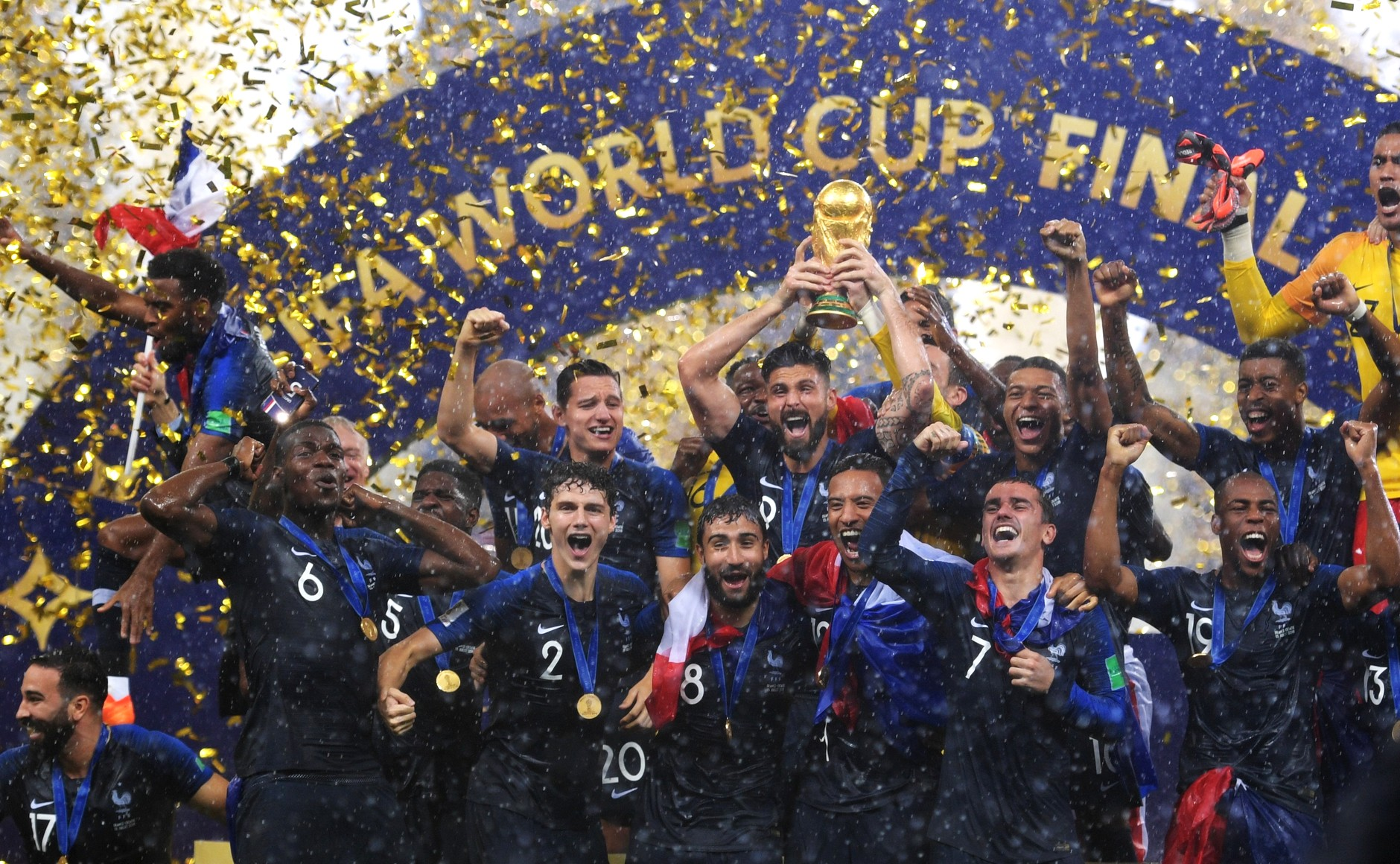
Seleção Francesa comemorando o título de campeã da Copa do Mundo 2018 na Rússia.

Em 2018 foi o ano da redenção francesa na disputa da Copa do Mundo da FIFA de 2018, na estreia os franceses bateram a Austrália por 2x1, em seguida ainda venceram o Peru por 1x0 e empataram com a Dinamarca em 0x0. Nas oitavas enfrentaram a Argentina e venceram por 4x3, e ainda passaram por Uruguai (2x0) e Bélgica (1x0) para chegar á final do torneio, onde se sagraram campeões do mundo ao bater a Croácia por 4x2.
Copa do Mundo da FIFA de 2022
Na Copa do mundo FIFA de 2022 a seleção francesa foi como a atual campeã, e era grande favorita ao título. Na fase de grupos, a França passou em primeiro do grupo D com 6 pontos e ganhou nas oitavas da Polônia de 3 a 1, nas quartas da Inglaterra (2x1) e nas semifinais de Marrocos (2x0), se classificando para a grande final, onde perdeu de 4 a 2 nos pênaltis para a Argentina, após um empate de 3x3 com três gols de Kylian Mbappé, que foi o artilheiro com 8 gols.
Em 18 de novembro de 2023,a seleção francesa vez sua maior goleada,a seleção goleada foi a seleção de Gibraltar, goleando por 14 a 0,pelas Eliminatorias da Euro de 2024.
Liga das Nações da UEFA de 2025
A França conquistou o terceiro lugar na Liga das Nações 2024-25 ao vencer a Alemanha por 2 a 0 no dia 8 de junho de 2025, em Stuttgart. A vitória contou com um gol histórico de Kylian Mbappé, que alcançou a marca de 50 gols pela seleção francesa, reforçando seu lugar entre os maiores artilheiros do país. O atacante abriu o placar no final do primeiro tempo, com um chute colocado dentro da área. Mesmo com a leve tentativa de defesa do goleiro Ter Stegen, o gol foi inevitável. A seleção francesa, que enfrentou dificuldades no início do jogo, se encontrou após a primeira etapa e conseguiu controlar a pressão da Alemanha na segunda metade. 

## Desempenho em competições
| Copa do Mundo FIFA | Copa do Mundo FIFA  | Copa do Mundo FIFA | Copa do Mundo FIFA | Copa do Mundo FIFA | Copa do Mundo FIFA | Copa do Mundo FIFA | Copa do Mundo FIFA | Copa do Mundo FIFA |
| Ano                | Fase                | Posição            | J                  | V                  | E*                 | D                  | GP                 | GC                 |
| ------------------ | ------------------- | ------------------ | ------------------ | ------------------ | ------------------ | ------------------ | ------------------ | ------------------ |
| 1930               | Primeira fase       | 8/13               | 3                  | 1                  | 0                  | 2                  | 4                  | 3                  |
| 1934               | Primeira fase       | 10/16              | 1                  | 0                  | 0                  | 1                  | 2                  | 3                  |
| 1938               | Segunda fase        | 8/16               | 2                  | 1                  | 0                  | 1                  | 4                  | 2                  |
| 1950               | Não pôde participar | -                  | -                  | -                  | -                  | -                  | -                  | -                  |
| 1954               | Primeira fase       | 9/16               | 3                  | 1                  | 0                  | 2                  | 6                  | 7                  |
| 1958               | Terceiro lugar      | 3/16               | 6                  | 4                  | 0                  | 2                  | 23                 | 15                 |
| 1962               | Não se classificou  | -                  | -                  | -                  | -                  | -                  | -                  | -                  |
| 1966               | Primeira fase       | 13/16              | 3                  | 0                  | 1                  | 2                  | 2                  | 5                  |
| 1970               | Não se classificou  | -                  | -                  | -                  | -                  | -                  | -                  | -                  |
| 1974               | Não se classificou  | -                  | -                  | -                  | -                  | -                  | -                  | -                  |
| 1978               | Primeira fase       | 12/16              | 3                  | 1                  | 0                  | 2                  | 5                  | 5                  |
| 1982               | Quarto lugar        | 4/24               | 7                  | 3                  | 2                  | 2                  | 16                 | 12                 |
| 1986               | Terceiro lugar      | 3/24               | 7                  | 4                  | 2                  | 1                  | 12                 | 6                  |
| 1990               | Não se classificou  | -                  | -                  | -                  | -                  | -                  | -                  | -                  |
| 1994               | Não se classificou  | -                  | -                  | -                  | -                  | -                  | -                  | -                  |
| 1998               | Campeão             | 1/32               | 7                  | 6                  | 1                  | 0                  | 15                 | 2                  |
| 2002               | Primeira fase       | 28/32              | 3                  | 0                  | 1                  | 2                  | 0                  | 3                  |
| 2006               | Vice-campeão        | 2/32               | 7                  | 4                  | 3                  | 0                  | 9                  | 3                  |
| 2010               | Primeira fase       | 29/32              | 3                  | 0                  | 1                  | 2                  | 1                  | 4                  |
| 2014               | Quartas de final    | 7/32               | 5                  | 2                  | 1                  | 1                  | 10                 | 3                  |
| 2018               | Campeão             | 1/32               | 7                  | 6                  | 1                  | 0                  | 14                 | 6                  |
| 2022               | Vice-campeão        | 2/32               | 7                  | 5                  | 1                  | 1                  | 16                 | 8                  |
| 2026               | À definir           |                    |                    |                    |                    |                    |                    |                    |
| Total              | 16/22               | 2 títulos          | 60                 | 30                 | 12                 | 20                 | 109                | 74                 |

| Desempenho na Eurocopa | Desempenho na Eurocopa | Desempenho na Eurocopa | Desempenho na Eurocopa | Desempenho na Eurocopa | Desempenho na Eurocopa | Desempenho na Eurocopa | Desempenho na Eurocopa | Desempenho na Eurocopa |
| Ano                    | Fase                   | PG                     | J                      | V                      | E*                     | D                      | GP                     | GC                     |
| ---------------------- | ---------------------- | ---------------------- | ---------------------- | ---------------------- | ---------------------- | ---------------------- | ---------------------- | ---------------------- |
| 1960                   | Quarto Lugar           | 4                      | 2                      | 0                      | 0                      | 2                      | 4                      | 7                      |
| 1964                   | Não se classificou     | -                      | -                      | -                      | -                      | -                      | -                      | -                      |
| 1968                   | Não se classificou     | -                      | -                      | -                      | -                      | -                      | -                      | -                      |
| 1972                   | Não se classificou     | -                      | -                      | -                      | -                      | -                      | -                      | -                      |
| 1976                   | Não se classificou     | -                      | -                      | -                      | -                      | -                      | -                      | -                      |
| 1980                   | Não se classificou     | -                      | -                      | -                      | -                      | -                      | -                      | -                      |
| 1984                   | Campeão                | 1                      | 5                      | 5                      | 0                      | 0                      | 14                     | 4                      |
| 1988                   | Não se classificou     | -                      | -                      | -                      | -                      | -                      | -                      | -                      |
| 1992                   | Primeira fase          | 6                      | 3                      | 0                      | 2                      | 1                      | 2                      | 3                      |
| 1996                   | Semifinais             | 4                      | 5                      | 2                      | 3                      | 0                      | 5                      | 2                      |
| 2000                   | Campeão                | 1                      | 6                      | 5                      | 0                      | 1                      | 13                     | 7                      |
| 2004                   | Quartas de Finais      | 6                      | 4                      | 2                      | 1                      | 1                      | 7                      | 5                      |
| 2008                   | Primeira fase          | 15                     | 3                      | 0                      | 1                      | 2                      | 1                      | 6                      |
| 2012                   | Quartas de Finais      | 8                      | 4                      | 1                      | 1                      | 2                      | 3                      | 5                      |
| 2016                   | Vice-campeão           | 2                      | 7                      | 5                      | 1                      | 1                      | 13                     | 5                      |
| 2020                   | Oitavas de final       | 11                     | 4                      | 1                      | 3                      | 0                      | 7                      | 6                      |
| 2024                   | Semifinal              | 9                      | 6                      | 2                      | 3                      | 1                      | 4                      | 3                      |
| Total                  | 2 Títulos              | 11/17                  | 49                     | 23                     | 13                     | 11                     | 73                     | 53                     |

| Desempenho na Copa das Confederações | Desempenho na Copa das Confederações | Desempenho na Copa das Confederações | Desempenho na Copa das Confederações | Desempenho na Copa das Confederações | Desempenho na Copa das Confederações | Desempenho na Copa das Confederações | Desempenho na Copa das Confederações | Desempenho na Copa das Confederações |
| Ano                                  | Fase                                 | PG                                   | J                                    | V                                    | E*                                   | D                                    | GP                                   | GC                                   |
| ------------------------------------ | ------------------------------------ | ------------------------------------ | ------------------------------------ | ------------------------------------ | ------------------------------------ | ------------------------------------ | ------------------------------------ | ------------------------------------ |
| 1992                                 | Não se classificou                   | -                                    | -                                    | -                                    | -                                    | -                                    | -                                    | -                                    |
| 1995                                 | Não se classificou                   | -                                    | -                                    | -                                    | -                                    | -                                    | -                                    | -                                    |
| 1997                                 | Não se classificou                   | -                                    | -                                    | -                                    | -                                    | -                                    | -                                    | -                                    |
| 1999                                 | Não participou                       | -                                    | -                                    | -                                    | -                                    | -                                    | -                                    | -                                    |
| 2001                                 | Campeão                              | 1                                    | 5                                    | 4                                    | 0                                    | 1                                    | 12                                   | 2                                    |
| 2003                                 | Campeão                              | 1                                    | 5                                    | 5                                    | 0                                    | 0                                    | 12                                   | 3                                    |
| 2005                                 | Não se classificou                   | -                                    | -                                    | -                                    | -                                    | -                                    | -                                    | -                                    |
| 2009                                 | Não se classificou                   | -                                    | -                                    | -                                    | -                                    | -                                    | -                                    | -                                    |
| 2013                                 | Não se classificou                   | -                                    | -                                    | -                                    | -                                    | -                                    | -                                    | -                                    |
| 2017                                 | Não se classificou                   | -                                    | -                                    | -                                    | -                                    | -                                    | -                                    | -                                    |
| Total                                | 2/10                                 | 2                                    | 10                                   | 9                                    | 0                                    | 1                                    | 24                                   | 5                                    |

## Uniformes

### Uniformes dos jogadores
- 1º - Camisa azul, calção branco e meias vermelhas;
- 2º - Camisa branca, calção azul e meias brancas.

| 1º Uniforme | 2º Uniforme |

### Uniformes dos goleiros
- Camisa laranja, calções e meias laranjas;
- Camisa preta, calções e meias pretas;
- Camisa amarela, calções e meias amarelas.

| Cores do Time · Cores do Time · Cores do Time · Cores do Time · Cores do Time | Cores do Time · Cores do Time · Cores do Time · Cores do Time · Cores do Time | Cores do Time · Cores do Time · Cores do Time · Cores do Time · Cores do Time |

### Uniformes de treino
- Camisa azul, calção azul e meias brancas;
- Camisa dourada, calção azul e meias douradas;
- Camisa azul celeste, calção e meias azuis.

| Jogadores | Goleiros | C. Técnica |

### Fornecedores esportivos
| Marca          | Período        |
| -------------- | -------------- |
| Allen Sport    | 1938–1966      |
| Le Coq Sportif | 1966–1971      |
| Adidas         | 1972–2010      |
| Nike           | 2011– presente |

## Estatísticas e recordes
Negrito: Jogadores ainda em atividade
| Pos. | Nome              | Período   | Jogos |
| ---- | ----------------- | --------- | ----- |
| 1    | Hugo Lloris       | 2008–2022 | 145   |
| 2    | Lilian Thuram     | 1994–2008 | 142   |
| 3    | Olivier Giroud    | 2011–2024 | 137   |
| 4    | Antoine Griezmann | 2014–     | 137   |
| 5    | Thierry Henry     | 1997–2010 | 123   |
| 6    | Marcel Desailly   | 1993–2004 | 116   |
| 7    | Zinédine Zidane   | 1994–2006 | 108   |
| 8    | Patrick Vieira    | 1997–2009 | 107   |
| 9    | Didier Deschamps  | 1989–2000 | 103   |
| 10   | Laurent Blanc     | 1989–2000 | 97    |
| 10   | Bixente Lizarazu  | 1992–2004 | 97    |
| 10   | Karim Benzema     | 2007–2022 | 97    |

| Pos. | Nome              | Período   | Jogos | Gols | Média |
| ---- | ----------------- | --------- | ----- | ---- | ----- |
| 1    | Olivier Giroud    | 2011–2024 | 137   | 57   | 0,41  |
| 2    | Thierry Henry     | 1997–2010 | 123   | 51   | 0,41  |
| 3    | Kylian Mbappé     | 2017–     | 84    | 48   | 0,58  |
| 4    | Antoine Griezmann | 2014–     | 135   | 44   | 0,33  |
| 5    | Michel Platini    | 1976–1987 | 72    | 41   | 0,57  |
| 6    | Karim Benzema     | 2007–2022 | 97    | 37   | 0,38  |
| 7    | David Trézéguet   | 1998–2008 | 71    | 34   | 0,48  |
| 8    | Zinédine Zidane   | 1994–2006 | 108   | 31   | 0,29  |
| 9    | Just Fontaine     | 1953–1960 | 21    | 30   | 1,43  |
| 9    | Jean-Pierre Papin | 1986–1995 | 54    | 30   | 0,56  |

## Treinadores
| Nome             | Período       |
| ---------------- | ------------- |
| Albert Batteux   | 1955–1962     |
| Henri Guérin     | 1962–1966     |
| José Arribas     | 1966          |
| Jean Snella      | 1966          |
| Just Fontaine    | 1967          |
| Louis Dugauguez  | 1967–1968     |
| Georges Boulogne | 1969–1973     |
| Ştefan Kovács    | 1973–1975     |
| Michel Hidalgo   | 1976–1984     |
| Henri Michel     | 1984–1988     |
| Michel Platini   | 1988–1992     |
| Gérard Houllier  | 1992–1993     |
| Aimé Jacquet     | 1994–1998     |
| Roger Lemerre    | 1998–2002     |
| Jacques Santini  | 2002–2004     |
| Raymond Domenech | 2004–2010     |
| Laurent Blanc    | 2010–2012     |
| Didier Deschamps | 2012–presente |

## Títulos
Seleção principal
| Mundiais          | Mundiais                        | Mundiais | Mundiais    |
|                   | Competição                      | Vezes    | Ano         |
| ----------------- | ------------------------------- | -------- | ----------- |
|                   | Copa do Mundo                   | 2        | 1998 e 2018 |
| Intercontinentais |                                 |          |             |
|                   | Competição                      | Vezes    | Ano         |
|                   | Copa das Confederações          | 2        | 2001 e 2003 |
|                   | Copa dos Campeões CONMEBOL–UEFA | 1        | 1985        |
| Continentais      |                                 |          |             |
|                   | Competição                      | Vezes    | Ano         |
|                   | Eurocopa                        | 2        | 1984 e 2000 |
|                   | Liga das Nações da UEFA         | 1        | 2020–21     |

Seleção olímpica
| Eventos multiesportivos | Eventos multiesportivos | Eventos multiesportivos | Eventos multiesportivos |
|                         | Competição              | Vezes                   | Ano                     |
| ----------------------- | ----------------------- | ----------------------- | ----------------------- |
|                         | Jogos Olímpicos         | 1                       | 1984                    |
|                         | Jogos Olímpicos         | 2                       | 1900 e 2024             |

Legenda
 Campeão invicto

### Cronologia dos Títulos
| Sede                    | Torneio                         | Ano     | N.º |
| ----------------------- | ------------------------------- | ------- | --- |
| França                  | Eurocopa                        | 1984    | 1º  |
| França                  | Copa dos Campeões CONMEBOL–UEFA | 1985    | 2º  |
| França                  | Copa do Mundo                   | 1998    | 3º  |
| Bélgica · Países Baixos | Eurocopa                        | 2000    | 4º  |
| Coreia do Sul · Japão   | Copa das Confederações          | 2001    | 5º  |
| França                  | Copa das Confederações          | 2003    | 6º  |
| Rússia                  | Copa do Mundo                   | 2018    | 7º  |
| Itália                  | Liga das Nações                 | 2020–21 | 8º  |

## Outros títulos
- Jogos do Mediterrâneo: 2 (1967, 2022)
- Torneio da França: 1 (1988)
- Copa Kirin: 1 (1994)
- Jogos da Francofonia: 1 Medalha de ouro (1994)
- Nelson Mandela Challenge Cup: 1 (2000)
- Torneio de Montaigu: 9 (1976, 1977, 1983, 1996, 1997, 1998, 2001, 2005 e 2006)
- Jogos Mundiais Militares: 1 (1995)
- Universíada: 1 (2013)

## Títulos de base

### Seleção Sub-21
- Eurocopa Sub-21: 1 (1988)
- Torneio Internacional de Toulon: 13 (1977, 1984, 1985, 1987, 1988, 1989, 1997, 2004, 2005, 2006, 2007, 2015 e 2022)

### Seleção Sub-20
- Copa do Mundo Sub-20: 1 (2013)

### Seleção Sub-19
- Eurocopa Sub-19: 8 (1949, 1983, 1996, 1997, 2000, 2005, 2010 e 2016)
- Copa Sendai: 1 (2007)
- Taça Meridional da UEFA–CAF: 1 (2005)

### Seleção Sub-17
- Copa do Mundo Sub-17: 1 (2001)
- Eurocopa Sub-17: 3 (2004 e 2015, 2022)

TOTAL: 51 títulos

## Campanhas destacadas
- Copa do Mundo
  - 2º lugar - 2006, 2022
  - 3º lugar - 1958, 1986
  - 4º lugar - 1982
- Jogos Olímpicos
  - medalha de prata - 1900 e 2024
- Eurocopa
  - 2º lugar - 2016*
  - 3º lugar - 1996*
  - 4º lugar - 1960
- Liga das Nações da UEFA
  - 3° lugar - 2024–25
- Jogos da Francofonia
  - medalha de prata - 2001
- Macabíadas
  - 3º lugar - 1957, 1997
- Copa do Mundo Sub-17
  - 2º lugar - 2023
  - 3º lugar - 2019
- Copa do Mundo Sub-20
  - 4º lugar - 2011

* Junto com a Inglaterra

** organizado pela FIFA